# Egy tesó árulása (Így jártam anyátokkal)
Az Egy tesó árulása az Így jártam anyátokkal című televízió-sorozat kilencedik évadjának negyedik epizódja. Eredetileg 2013. október 7-én vetítették, az Egyesült Államokban, míg Magyarországon 2014. március 24-én.
Ebben az epizódban Barney és Ted összekapnak, mert utóbbinak még mindig vannak érzései Robin iránt. Marshall mint bíró, Skype-on keresztül próbál meg igazságot tenni. Lily rádöbben, hogy ő Robin egyetlen barátnője.

## Cselekmény
Péntek délután 3 óra van, 51 órával az esküvő előtt. Barney felfedi Tednek, hogy látta őket a Central Parkban, ahogy kézenfogva ültek. Ted megnyugtatja Barneyt, hogy csak mint barátja nyugtatta meg őt, és ezt a magyarázatot Barney láthatólag el is fogadja.
Lily feljavította Marshallpótot, annak arca helyére egy tabletet rakott, amelyen keresztül Marshall "személyesen" is jelen tud lenni videochaten keresztül. Robin azt mondja, hogy az ötlet jó, de bárcsak ennyi energiát fektetett volna a lánybúcsújába is (ahol senki nem jelent meg, csak Patrice). Lily bocsánatot kér, és arra hivatkozik, hogy túl sok idejét foglalta le a Rómába költözés. Később aztán kiderül, hogy valójában azért nem jött el senki, mert Robinnak egyszerűen nincsenek barátnői. Robin elismeri, hogy gondjai vannak, ha más nőkkel kell kapcsolatot teremtenie, Lily szerint viszont szereznie kellene egy új barátnőt, mert ő hamarosan elutazik Rómába. Lily a hotel bárjában keres megfelelő barátnőjelöltet, és talál is valakit, aki ugyanúgy szereti a hokit, mint Robin. Csakhogy aztán Lily elkezd képzelegni olyanokról, hogy Robin és az ő új barátnője biszexuális kalandokba keverednek nélküle, és ezen felhúzva magát elzavarja a nőt. Végül Robin és Lily arra jutnak, hogy nem is kell nekik más, hiszen ők nagyon jó barátnők.
Eközben Ted azzal büszkélkedik, hogy ő a legjobb vőfély, hiszen egy pókerpartit szervezett Barneynak és még el is készítette a vendégek ültetőtábláit, méghozzá a saját cirkalmas kézírásával. De Barney azt mondja, hogy elfelejtette elhozni őket, ezért Tednek az összeset újra meg kell csinálnia. Sőt Barney arra kéri, hogy mint vőfély, költözzön le a pincébe, mert az egyik rokonának szüksége volna a szobájára. Miután sokadjára ugráltatja őt Barney hasonló dolgokkal, Ted rájön, hogy igenis haragszik rá Robin miatt. És ha ez nem lenne elég, William Zabka lett az új vőfély, és vele, Tim Gunn-nal és Ranjittel már el is kezdtek pókerezni. Barney szerint Ted megszegte a Tesókódexet, amit Ted visszautasít.
Mivel nem tudják eldönteni a vitát, felkérik Marshallt bírónak, videochaten keresztül. Az ő javaslatára eljátsszák pontosan azt, ami történt: Tednek meg kell fognia Barney kezét, hogy kiderüljön, ez kínos-e vagy sem. Míg ez zajlik, Ted bevallja, hogy tényleg érez még valamit Robin iránt, de megígéri, hogy nem tesz semmit azért, hogy közéjük álljon és harcolni fog ezek ellen az érzések ellen. Barney megbocsát Tednek és újra kinevezi vőfélynek, amit a leváltott William Zabka mérgesen vesz tudomásul, és közli Teddel, hogy "le fogja vadászni". A közben zajló pókerjátszma végjátéka Ranjit és Marshallpót között zajlik, ő pedig, a szerencséjéhez híven, meg is nyeri azt.
A záró jelenetben a fürdőruhában nyugágyon fekvő Ted, Barney, és Marshallpót a Hóbortos hétvége című filmet imitálják.

## Kontinuitás
- Marshallpót először "A kétségbeesés napja" című epizódban jelent meg.
- Ted a "Külön ágyak" című epizódban tanult szépírást.
- Barney több korábbi epizódban is heccelte azzal Tedet, hogy lefeküdt az anyjával.
- Barney "A kecske" című részben csakugyan megszegte a Tesókódexet.
- Robin először a "Boldogan élek" című részben említette meg, hogy gyerekkorában fiúsan nevelték.
- Szóba kerül, hogy Ted vajon le tudja-e kapcsolni az érzéseit,mint egy kapcsolót. Ez először "A lila zsiráf" című részben került szóba.
- Visszatér William Zabka "A Tesó Mitzvó" című rész után.
- Lily a Taktikai Könyv segítségével próbálja Robint összeterelni a bárban Amandával.
- Lily biszexualitása ismét megmutatkozik.
- Marshall ismét az "ügyvédelve" kifejezést használja.
- A "Valami régi" című epizódban játszódó jelenet megismétlődik: ezúttal Ted fogja Barney kezét, és amikor az érzéseiről kezd el beszélni, elered az eső.

## Jövőbeli visszautalások
- "A pókerparti" című részben folytatódik a cselekmény.
- Barney a "Szünet ki" című részben felfedi, hogy sosem volt közte és Ted anyja közt semmi.

## Érdekességek
- A zárójelenet nem a póker szabályai szerint zajlik. Barney, Ted, Willia Zabka és Tim Gunn is bedobják a lapjaikat. Ekkor Ranjit emel, Marshall pedig bemondja az all-in-t. Csakhogy az asztal körül az óramutató járásával megegyező irányban kell játszani. Azaz először Marshallnak kell emelnie, amire a többiek bedobják a lapjaikat, és végül Ranjitnek újra emelni, hogy Marshall bemondhassa az all-in-t.
- Robinnak mindennek ellenére van egy barátnője, Jessica Glitter ("Glitter"), és végül ő sem jelent meg a lánybúcsúján. Emellett "A kezdetek" című részben is három barátnőjével érkezett, de mivel őket utána soha többé nem láttuk, így lehet, hogy már nem is barátnők.
- A "Valami régi" című részben Ted és Robin fényes nappal fogták egymás kezét, az itteni visszaemlékezésben viszont éjszaka.
- A tengerparti esős jeleneteknél beázott a mikrofon, ami hallható az eredeti angol szinkronos változatban. Néhány jelenetben a Neil Patrick Harrisre erősített mikrofon is látszik az átázott inge alatt.
- A Tesókódex, amit Barney bemutat ebben az epizódban, az nem olyan, mint a korábbi, általa saját kezűleg írt, hanem pontosan úgy néz ki, mint a kereskedelmi forgalomban is kapható könyvváltozat. A stáblista alatt a Tesókódex szerzőjeként Matt Kuhnt nevezik meg.
- A Boston Bruins meccs, ami miatt Robin és Amanda bosszankodnak, éppen egy héttel az epizód felvétele előtt történt. A Boston Bruins-t azért is utálhatja annyira Robin, mert emlékszik a 2011-es Stanley-kupa rájátszásra, ahol a kedvenc csapata, a Vancouver Canucks kikapott tőlük.